# Острів Антипенка
О́стрів Анти́пенка (рос. Остров Антипенко) — невеликий острів у затоці Петра Великого Японського моря. Знаходиться за 2,3 км на південний схід від мису Чирок при вході до бухти Баклан. Адміністративно належить до Хасанського району Приморського краю Росії.

## Географія
Острів видовженої неправильної форми, з двома півостровами на півдні та південному сході. Протяжність острова із заходу на схід становить 1,8 км, ширина — 1,2 км. Острів височинний, вкритий більшою частиною широколистими лісами та чагарниками на півдні та на північному мисі. На півдні знаходиться невелика бухта, при вході до якої стоять скелі, а всередині має гальковий пляж з валунами. Глибини в бухті 5-10 м, дно кам'янисте. До бухти впадає невеликий струмок. На заході та півночі є джерела прісної води. Береги скелясті, стрімкі з південного боку, більш пологі на півночі. Біля східного краю острова знаходиться невеличкий острів Птичий зі скелями Зуби дракона.

## Історія
Острів досліджений та нанесений на карту експедицією підполковника корпусу флотських штурманів Василя Бабкіна в 1862–1863 роках з борту корвета «Калевала». Названий на честь механіка корвета прапорщика корпусу інженерів-механіків І. І. Антипенка.